# Macrodactylus cinereus
Macrodactylus cinereus är en skalbaggsart som beskrevs av Blanchard 1850. Macrodactylus cinereus ingår i släktet Macrodactylus och familjen Melolonthidae. Inga underarter finns listade i Catalogue of Life.